# Экерд, Филипп де Кревкёр
Филипп де Кревкёр, сеньор д’Экёрд (де Корд) (фр. Philippe de Crèvecœur, seigneur d'Esquerdes; 1418 — 1494) — маршал Франции.
Сначала служил у Карла Смелого и командовал бургундцами в битве при Монлери (1465) и взятии Льежа (1468).
После смерти Карла перешёл на сторону Людовика XI и во главе французских войск участвовал в битве при Гинегате (1479 год), а в следующем году занял Люксембург и подписал Аррасский договор, по которому Бургундия была присоединена к Франции.
В 1492 году назначен маршалом и наместником Пикардии. Там он продолжал успешно вести воину и взял Сент-Омер и Теруан.

## Биография

### Происхождениеe
Жак (ум. 10 сентября 1439 г.), сеньор Кревекёр-ле-Гран и Туа, судебный пристав кастеляна Касселя в 1432 г., вместе с канцлером Никола Роленом стоял за Аррасским договором 1435 г. , кастелян Ла Мотта -о-Буа де Ньепп с 1433 по 1438 год, главный советник герцогини Изабель Португальской с Жаном Шевро во время переговоров в Гравелине в июле 1439 года, капитан Компьена, губернатор Клермона-ан-Бовези, рыцарь Золотой Руна; Жак впервые женился на дочери сеньора Тьенна Жана де ла Виввиль и Маргариты де ла Ваккери леди Тьенн и Калонн Бонн де ла Виввиль : в браке с которой родились:
- Антуан де Кревкер, сеньор Кревекёр, Тьен, Туа, судебный пристав Амьена, советник и камергер герцога Бургундского, рыцарь ордена Золотого руна, а позже рыцарь ордена Святого Михаила, советник и камергер короля Франции Людовика XI, губернатор и сенешаль Артуа, губернатор Арраса 12 мая 1484 г. и главный волчатник Франции. Женат первым браком на Жанне де Берньель и вторым браком на Маргарите де ла Тремойль, леди Дур и Ингутсен.

### При Карле Смелом
Филипп де Кревкер сначала поступил на службу к герцогу Бургундскому Карлу Смелому, он был упомянут как молодой компаньон в 1444 году и был одним из старых друзей Смелого, как Ги де Бримё, Карл де Тернан, Филипп де Ваврен, Оливье де Ламарш, Гийом де Монблеру, Филипп де Шасса и Гийом Биш. В 1463 году он был губернатором Труа, а также судебным приставом Амьена. В 1465 году в рамках войны общественного блага отличился в битве при Монлери под командованием графа Клермона Жана II.
Он выступил против жителей Льежа в 1467 году во главе вольных стрелков герцога Бургундского, в следующем году получил Орден Золотого руна и был во власти Артуа и Пикардии.
Он защищает Абвиль от королевских войск. В 1472 году в Пикардии он взял Нель, но не смог захватить обороняемый Жанной Ашетт Бове. Он продолжал участвовать во всех кампаниях против Людовика XI до 1477 года.

### При Людовике XI
После смерти Карла Смелого он поступил на службу к Людовику XI в 1477 году, который сохранил его в правительстве Пикардии и даёт ему орден Святого Михаила.
Он возвращает Артуа под повиновение короля и захватывает Аррас, но проигрывает битву при Гинегате в 1479 году.
Весной 1480 года Людовик XI собрал в Пикардии 10 тыс. наёмников и 2,5 тыс. инженеров, которым суждено было заменить ополчение вольных стрелков и содержаться на постоянной основе.Эти французские отряды копировали швейцарские отряды, состоявшие из алебардистов и пикинёров/
17 августа 1482 г. был назначен губернатором и генерал-лейтенантом Пикардии. Он также был губернатором и капитаном Ла-Рошели в 1480 году и был утвержден в этих обязанностях Карлом VIII в 1483 году.

### При Карле VIII
После смерти Людовика XI 30 августа 1483 года новый король Карл VIII назначил его маршалом Франции 2 сентября.
Во время Безумной войны он успешно противостоял атакам имперцев. Он победил Равенштейна в 1486 году и взял в плен при Бетюне в 1487 году герцога Гельдернского Карла и графа Нассау Энгельберта II. Были захвачены Сент-Омер и Теруан.
В 1492 году он заключил Этапльский договор с королем Англии Генрихом VII.
Во время экспедиции Карла VIII в Италию в 1494 г. Кревкёр получил командование авангардом, но погиб в самом начале при Арбреле близ Лиона 22 апреля 1494 г.. Его смерть в Л’Арбреле изображена на одном из витражей церкви в компании Жиля де Ланса (чья семья связанная с Монморанси, в неё входит, в частности великий магистр арбалетчиков и сеньор д’Аннекена Бодуэн де Ланс)..
Одним из наследников стал его племянник и епископ Безье Антуан Дю Буа.

## В кинематографе
- «Квентин Дорвард» (телесериал, 1971; Франция-ФРГ), режиссёр Жиль Гранье; в роли Филиппа — Жорж Маршаль.
- «Приключения Квентина Дорварда, стрелка королевской гвардии» (1988; СССР), режиссёр Сергей Тарасов; в роли Филиппа — Борис Химичев.